# Stacking (Computerspiel)
Stacking ist ein Adventure-/Puzzle-Computerspiel des US-amerikanischen Entwicklerstudios Double Fine Productions in Zusammenarbeit mit dem Computerspielpublisher THQ. Wie Double Fines vorheriger Titel Costume Quest handelt es sich um eine kleinere Produktion, basierend auf einer Idee, die während der Entwicklungsphase von Brütal Legend entstand. Es wurde am 11. Februar 2011 für die Spielkonsolen Xbox 360 und PlayStation 3 veröffentlicht. Eine Version für Windows erschien am 6. März 2012, eine Linux- und Mac-OS-Variante im Mai 2013.
Die Spielidee basiert auf den verschachtelten russischen Matroschka-Puppen und stammt von Double Fines Art Director Lee Petty, der in den Puppen eine Möglichkeit sah, die übliche Benutzeroberfläche eines Adventures zu ersetzen. Der Spieler steuert eine Puppe des kleinsten Typs, Charlie Blackmore, der seine älteren Geschwister aus der Zwangsarbeit zu befreien versucht. Er kann in größere Puppen schlüpfen und dadurch ihre Fähigkeiten zur Lösung verschiedener Rätselaufgaben nutzen. Anders als gängige Aventures setzt das Spiel dabei auch auf unterschiedliche Lösungsmöglichkeiten und Sonderaufgaben abseits der Haupthandlung.

## Handlung
Die Handlung spielt während der Industrialisierung. Ein bösartiger Industrieunternehmer namens Der Baron zwingt Kinder zur Arbeit. Die Familie Blackmore, deren Vater nach der Anstellung in einer Fabrik des Barons auf mysteriöse Weise verschwindet, ist stark verschuldet, weshalb alle Kinder zur Abbezahlung zur Arbeit für den Baron gezwungen werden. Lediglich der kleinste, Charlie, wird von davon ausgenommen. Doch der Baron betreibt ein falsches Spiel und zwingt die Kinder in sklavenartige Arbeitsverhältnisse, aus denen es kein Entkommen gibt. Ein Brief mit einem Hilferuf erreicht die Mutter. Mit seiner Fähigkeit, in andere Puppen einsteigen und ihre Spezialfähigkeiten nutzen zu können, macht sich Charlie daran, seine Geschwister zu befreien, den Baron aufzuhalten und die Kinderarbeit für alle Zeiten zu stoppen.

## Spielprinzip

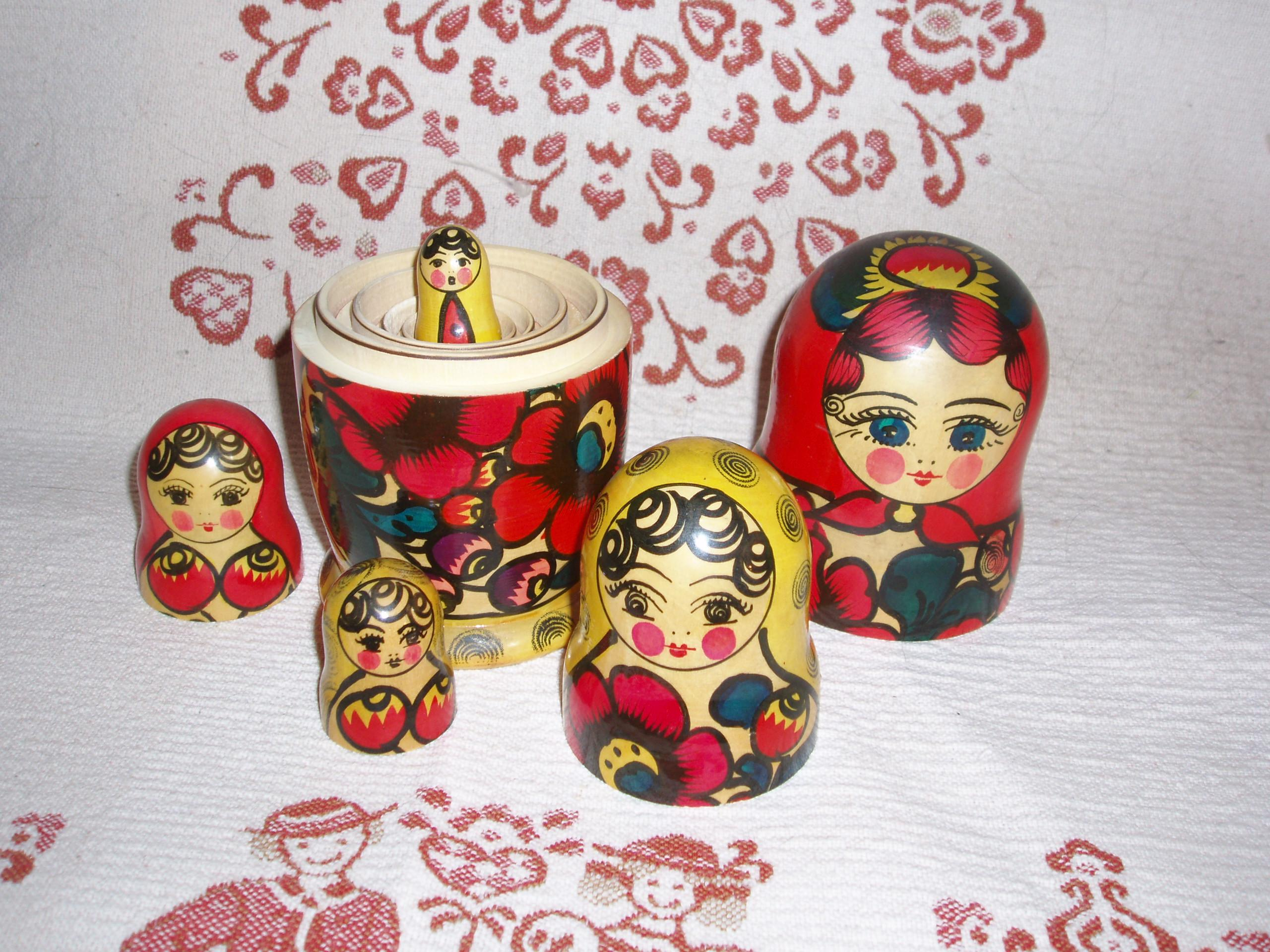
Matroschka-Puppen wie diese dienten als Inspiration und Vorlage für die Figuren des Spiels.

Der Spieler steuert Charlie Blackmore, der innerhalb des Matroschka-Modells die kleinste Puppengröße hat. Sein Ziel ist es, seine Familie wiederzuvereinen, die vom bösen Großindustriellen Baron zur Arbeit in seinen Firmen gezwungen wird. Charlie hat die Fähigkeit, in andere Puppen hinein zu hüpfen und diese so kontrollieren. Wie bei Matroschken kann er aber nur in die nächstgrößere Puppe hüpfen, jedoch kann er dies mit jeder Figur wiederholen und so über diese Zwischenfiguren letztlich jede größere Figur übernehmen. Um eine Puppe übernehmen zu können, muss er sich ihr von hinten annähern. Wendet sie sich ihm zu, ist eine Übernahme nicht möglich. Der Spieler kann jederzeit aus einer Figur heraushüpfen, um beispielsweise andere Figuren stattdessen zu übernehmen. Gewisse einzigartige Puppen haben spezielle Fähigkeiten (Türen öffnen, Schwebeflug, u. ä.), die der Spieler nutzen kann, um Rätselaufgaben innerhalb des Spiels zu lösen. Das Heraus- und Hineinhüpfen und der Wechsel der Figuren stellt daher eine der Hauptaufgaben während des Spiels dar. Spätere Rätsel erfordern zudem die Kombination der Fähigkeiten mehrerer Puppen.
Für die verschiedenen Aufgaben stehen dem Spieler mehrere Lösungswege zur Auswahl, von denen einer zum Vorankommen im Spiel ausreicht. Findet er alle, erhält er dagegen kleinere Belohnungen im Spiel. Um einige Figuren aus einer abgesperrten Lounge zu locken, kann er beispielsweise entweder mit Hilfe eines Handwerkers heimlich durch den Lüftungsschacht einsteigen oder einen anderen Charakter in die Lüftung blähen lassen, worauf die Insassen aufgrund des Gestanks den Raum verlassen. Es gibt außerdem Belohnungen für die Lösung von Nebenmissionen, das Aufspüren einzigartiger Puppen, für das Finden und Stapeln eines Sets zusammengehörender Figuren und die Nutzung gewisser Fähigkeiten. Neben Erfolgen und Trophäen der Konsolenanbieter werden im Spiel Belohnungen in Form von Dioramen freigeschaltet, die Charlies Landstreicher-Freund Levi für ihn erstellt.

## Entwicklung

### Konzeptfindung
Stacking ist nach Costume Quest das zweite Spiel von Double Fine, das auf einer Idee aus dem hausinternen „Amnesia Fortnight“ Event während der Entwicklung des Action-Adventures Brütal Legend entstand. Studioinhaber Tim Schafer nutzte die Fortnight in einer Phase, in der die Fertigstellung und Veröffentlichung dieses Großprojekts in der Schwebe war. Er teilte die Belegschaft in vier Teams auf, die in einem Zeitraum von zwei Wochen Prototypen für neue, deutlich kleinere Spieleprojekte entwickeln sollten. Die ursprüngliche Idee ging auf Lee Petty zurück, den Art Director für Brütal Legend, der auch die Projektleitung übernahm. Petty wollte ein zeitgemäßes Adventurespiel erschaffen, dass gängige Merkmale wie Charaktere und Erzählungen beibehalten, das ansonsten übliche Point-and-Click-Interface dieser Spiele jedoch aufbrechen sollte. Nachdem er seine Tochter beim Spielen mit Matroschka-Puppen beobachtet hatte, erkannt er, dass die Puppen selbst die Charaktere, das Inventar und die Aktionswörter gleichermaßen darstellen könnten. Petty und Schafer überlegten später, dass die Verwendung von Puppen, einem gängigen Spielzeug, dabei helfen würden, das Spiel für Gelegenheitsspieler ansprechend zu machen, da sie das Prinzip des Übereinanderstapelns und wieder Auseinandernehmens schnell verstehen würden, während erfahrene Spieler weiterhin mit tiefergehenden Spielmechaniken angesprochen werden könnten. Die Idee für die Verwendung dieser Puppen zahlte sich auch später in der Produktion aus, da die Grundstruktur eines in der 3D-Engine erstellten Puppenmodells mit geringem Aufwand für über einhundert unterschiedliche Puppentypen modifiziert werden konnte. Schafer unterstützte Petty beim Schreiben der Handlung und dem Design einiger Puzzles. Das Gesamtbudget des Spiels lag laut Schafer bei schätzungsweise zwei Millionen US-Dollar.

### Grundüberlegungen
Das Spiel besitzt eine zentrale Anlaufstelle, die Royal Train Station, und vier weitere Level, die der Spieler nach und nach im Verlauf des Spiels über den Bahnhof ansteuern. Jeder Level wurde mit einer Zahl an Puzzlen designt, die der Spieler in beliebiger Reihenfolge angehen kann, während die Größe der Level möglichst klein und übersichtlich bleiben sollte, damit sich die Spieler nicht verirren. Die meisten Puzzles wurden mit mehreren Lösungsmöglichkeiten versehen. Petty gab an, dass er sowohl die Gelegenheitsspieler, die möglicherweise nur eine Lösung für das Vorankommen suchen würden, als auch die passionierteren Spieler, die voraussichtlich mehr Zeit in die Aufdeckung aller vorgesehenen Lösungsmöglichkeiten investieren würden, ansprechen wollte. Das wurde auch dadurch gefördert, dass der Spieler sich weiterhin frei durch die zuvor absolvierten Gebiete bewegen konnte, um alle Puzzles abzuschließen, selbst nach Beendigung der Haupthandlung. Die Puzzles und anderen Herausforderungen wurden so gestaltet, dass sie in kleinen Zeitfenstern erledigt werden konnten, wodurch die Spieler mehr Freiheit erhalten sollten, das Spiel in ihrer eigenen Geschwindigkeit zu spielen. Petty wollte sichergehen, dass der Spieler genug Zeit hat, um im Stil der alten Adventurespiele in Ruhe über die Lösung der Rätsel nachzudenken oder die Umgebung zu erkunden, und dabei weiterhin das Gefühl behält, dass die Umgebung lebendig und animiert wirke. Die Level selbst wurden optisch durch die Verwendung eines Designmixes aus der Zeit der Weltwirtschaftskrise und dem Viktorianischen Zeitalter gestaltet, wobei auch gängige Haushaltsgegenstände wie Murmeln und Sicherheitsnadeln eingebunden wurden, eine Inspiration die durch das Interesse an Dioramen und Miniaturbühnen entstand. Das Spiel selbst präsentiert seine Zwischensequenzen ähnlich wie in Stummfilmen, mit zwischen den Animationen eingeschobenen Texttafeln, auf denen die Dialoge wiedergegeben sind. Die Szenen werden dabei dargestellt, als würden sie auf einer Theaterbühne inszeniert.

### Vermarktung
Als Teil der Marketingstrategie bot Double Fine ein Set Matroschka-Figuren an, die den Charakteren des Spiels nachempfunden waren. Die ursprüngliche Auflage war bereits in weniger als 24 Stunden ausverkauft. Im April 2011 veröffentlicht THQ eine Downloaderweiterung namens Der verlorene Landstreicherkönig (engl.: The Lost Hobo King). Das Add-on beinhaltete neue Puppen und einen neuen Level. Darin soll Charlie Levis Onkel Rufus helfen eine Krone wiederzufinden, die Rufus zum König der Landstreicher des Königreichs Camelfoot machen würde.
Die Markenrechte an Stacking lagen ebenso wie die von Costume Quest bei Publisher THQ, als dieser Anfang 2013 nach Insolvenz zerschlagen wurde. Sie wurden nach einer Auktion vom schwedischen Publisher Nordic Games übernommen. Im November 2013 schlossen Double Fine und Nordic Games einen Vertrag, wonach Double Fine die Veröffentlichungsrechte für beide Spiele zurückerhielt, während Nordic Games im Gegenzug den Zuschlag für die Distribution von Retailversionen der beiden Spiele sowie des Action-Adventures Psychonauts für Windows und Mac OS X ab dem Frühjahr 2014 erhielt.

## Rezeption
Stacking erhielt gute Kritiken und wurde für seine charmante Optik, die humorvolle Erzählung und das einfach zugängliche Spielprinzip gelobt. Die meisten Rezensenten verwiesen auf die kurze Spielzeit, wenn man ohne die Suche nach alternativen Lösungswegen und Bonuszielen lediglich der Handlung folgt, und dass diese für ein 15-Dollar-Spiel als zu kurz angesehen werden könnte. Wenn man jedoch auf die genaue Erkundung und Lösung aller Rätsel wert lege, sei Stacking seinen Preis wert, ohne dabei zu lang oder zu repetitiv zu sein. Chad Sepieha von The Globe and Mail bezeichnete das Spiel sei “a great example of what a $15 digitally distributed game can be” (deutsch: „Ein großartiges Beispiel dessen, was ein für 15 Dollar digital vertriebenes Spiel sein könnte“), während Justin Haywald von 1UP.com Gefallen daran fand, dass Stacking “condenses a fun experience into several great hours rather than overextending itself” (deutsch: „eine spaßige Erfahrung in einigen herausragenden Stunden komprimiert anstatt sich künstlich aufzublähen“).
Die Kernmechaniken des Spiels wurden als sehr zugänglich bewertet, in Teilen auch wegen seiner charmanten Optik. Die Steuerung sei ausreichend einfach, um sie auch einem Gelegenheitsspieler beizubringen das Spiel enthalte ausreichend Hinweise, sodass der Spieler am Vorankommen kaum gehindert werde. Die Bereitstellung mehrere Lösungswege für die verschiedenen Rätsel wurde gelobt: wie Jeff Marchiafava von Game Informer festhielt, helfe das Bereitstellen von Lösungswegen “[to solve] one of the most common problems with the [adventure game] genre” (deutsch: „bei der Lösung eines der gängigsten Problem des Adventure-Genres“), nämlich dass Spieler nicht einen spezifischen Gedankengang erraten müssten, der von den Entwicklern einprogrammiert wurde. Die mehreren Lösungswegen böten gemäß Carolyn Petit von Gamespot weiterhin eine Möglichkeit, Spieler zu ermuntern alle Lösungswege zu suchen, denn das Finden aller Lösungen sei “logical and rewarding to work out” (deutsch: „Logisch und eine befriedigende Suche“). Christian Donlan von Eurogamer betrachtete das Design als eines, das “actively encourages a second play-through and an addled imagination” (deutsch: „aktiv zu einem zweiten Durchspielen und einer kruden Vorstellungskraft ermutige“). Viele Testberichte kamen zu der Einschätzung, dass die Mehrheit der Puzzles zu einfach seien, da sie bis kurz vor Ende jeweils mit nur einer Puppe gelöst werden könnten, was auch ein schlecht ausbalancierter Anstieg des Herausforderungsgrades sei. Besonders gegen Ende des Spiels kann der Spieler die Sonderfähigkeiten bestimmter Puppen kombinieren, wenn sie übereinander gestapelt werden, eine Spielfunktion, deren Erkundung bereits zu einem früheren Zeitpunkt wesentlich interessanter hätte werden können. Die zusätzlichen Sammlungen und Hi-Jinks-Ziele wurde als hilfreich bezeichnet, um das Spiel über die Haupterzählung hinaus zu verlängern und böten Experimentiermöglichkeiten für die verschiedenen Puppenfähigkeiten, um so auch Lösungen für die Haupträtsel zu finden. Einige Tester berichteten von Problemen mit der Spielkamera an engen Stellen und anderen kleineren technischen Problemen, die das Gesamtbild jedoch nicht beeinträchtigen würden.
Die Handlung und das Artwork von Stacking wurden besonders hervorgehoben. Steve Boxer vom britischen The Guardian nannte die künstlerische Gestaltung “utterly delightful” (deutsch: „äußerst entzückend“) und “sumptuous” (deutsch: „prächtig“). Donlan empfand die Spielwelt als einen „wundervoll gestalteten Ort“ und eine gelungene Vereinigung “[of] the echoing grandeur of 1930s architecture and sooty technology with the home-made ingenuity of LittleBigPlanet” (deutsch: „der widerhallenden Pracht der 1930er-Architektur und der rußigen Technik mit dem handgemachten Einfallsreichtum von LittleBigPlanet“). Die Tester bescheinigten dem Spiel, dass es ihm gelänge ein ernstes Thema wie die Weltwirtschaftskrise und Kinderarbeit in eine humorvolle Kulisse einzubinden. Kristine Steimer von IGN bekräftigte, dass die “witty dialogue and goofy animations amplify the fact that this game is not actually socialist propaganda” (deutsch: „die geistreichen Dialoge und albernen Animationen die Tatsache bekräftigten, dass es sich letztlich nicht um sozialistische Propaganda handele“).